# Collegio uninominale Piemonte 2 - 04 (2017)
Il collegio elettorale uninominale Piemonte 2 - 04 è stato un collegio elettorale uninominale della Repubblica Italiana per l'elezione della Camera dei deputati tra il 2017 ed il 2022.

## Territorio
Come previsto dalla legge elettorale italiana del 2017, il collegio era stato definito tramite decreto legislativo all'interno della circoscrizione Piemonte 2.
Era formato dal territorio di 109 comuni: Albano Vercellese, Alfiano Natta, Alice Castello, Altavilla Monferrato, Arborio, Asigliano Vercellese, Balocco, Balzola, Bassignana, Bergamasco, Bianzè, Borgo d'Ale, Borgo San Martino, Borgo Vercelli, Bozzole, Camagna Monferrato, Camino, Carentino, Caresana, Caresanablot, Carisio, Casale Monferrato, Casanova Elvo, Castelletto Merli, Castelletto Monferrato, Cella Monte, Cereseto, Cerrina Monferrato, Cigliano, Collobiano, Coniolo, Conzano, Costanzana, Crescentino, Crova, Cuccaro Monferrato, Desana, Felizzano, Fontanetto Po, Formigliana, Frassinello Monferrato, Frassineto Po, Fubine Monferrato, Gabiano, Giarole, Greggio, Lamporo, Lignana, Livorno Ferraris, Lu, Masio, Mirabello Monferrato, Mombello Monferrato, Moncestino, Moncrivello, Morano sul Po, Motta de' Conti, Murisengo, Occimiano, Odalengo Grande, Odalengo Piccolo, Olcenengo, Oldenico, Olivola, Ottiglio, Oviglio, Ozzano Monferrato, Palazzolo Vercellese, Pecetto di Valenza, Pertengo, Pezzana, Pomaro Monferrato, Pontestura, Ponzano Monferrato, Prarolo, Quargnento, Quattordio, Quinto Vercellese, Rivarone, Rive, Ronsecco, Rosignano Monferrato, Sala Monferrato, Salasco, Sali Vercellese, Saluggia, San Germano Vercellese, San Giorgio Monferrato, San Salvatore Monferrato, Santhià, Serralunga di Crea, Solero, Solonghello, Stroppiana, Terruggia, Ticineto, Treville, Tricerro, Trino, Tronzano Vercellese, Valenza, Valmacca, Vercelli, Vignale Monferrato, Villadeati, Villamiroglio, Villanova Monferrato, Villarboit e Villata.
Il collegio era quindi compreso tra la provincia di Vercelli e la provincia di Alessandria.
Il collegio era parte del Collegio plurinominale Piemonte 2 - 02.

## Eletti
| Elezione | Elezione | Deputato       | Partito              |
| -------- | -------- | -------------- | -------------------- |
|          | 2018     | Paolo Tiramani | Lega Salvini Premier |

## Dati elettorali

### XVIII legislatura
Come previsto dalla legge elettorale, 232 deputati erano eletti con sistema a maggioranza relativa in altrettanti collegi uninominali a turno unico.
| Candidati              | Candidati                | Voti    | %     | Liste                    | Voti    | %     |
| ---------------------- | ------------------------ | ------- | ----- | ------------------------ | ------- | ----- |
|                        | Paolo Tiramani ✔️ Eletto | 61 856  | 47,08 | Lega                     | 32 659  | 24,86 |
| Forza Italia           | Paolo Tiramani ✔️ Eletto | 61 856  | 47,08 | 21 806                   | 16,60   |       |
| Fratelli d'Italia      | Paolo Tiramani ✔️ Eletto | 61 856  | 47,08 | 5 936                    | 4,52    |       |
| Noi con l'Italia - UDC | Paolo Tiramani ✔️ Eletto | 61 856  | 47,08 | 1 122                    | 0,85    |       |
|                        | Paolo Maria Mosca        | 32 018  | 24,37 | Movimento 5 Stelle       | 32 018  | 24,37 |
|                        | Luigi Bobba              | 28 987  | 22,06 | Partito Democratico      | 24 371  | 18,55 |
| +Europa                | Luigi Bobba              | 28 987  | 22,06 | 3 674                    | 2,80    |       |
| Italia Europa Insieme  | Luigi Bobba              | 28 987  | 22,06 | 509                      | 0,39    |       |
| Civica Popolare        | Luigi Bobba              | 28 987  | 22,06 | 433                      | 0,33    |       |
|                        | Marco Rossi              | 3 693   | 2,81  | Liberi e Uguali          | 3 693   | 2,81  |
|                        | Paolo Michelone          | 1 812   | 1,38  | CasaPound Italia         | 1 812   | 1,38  |
|                        | Marco Orilia             | 1 080   | 0,82  | Potere al Popolo!        | 1 080   | 0,82  |
|                        | Monia Ghiraldi           | 841     | 0,64  | Italia agli Italiani     | 841     | 0,64  |
|                        | Elisa Tacchelli          | 637     | 0,48  | Il Popolo della Famiglia | 637     | 0,48  |
|                        | Paolo Fabiani            | 469     | 0,36  | Partito Valore Umano     | 469     | 0,36  |
| Totale                 | Totale                   | 131 393 | 100   |                          | 131 393 | 100   |
|                        |                          |         |       |                          |         |       |
| Voti non validi        | Voti non validi          | 4 990   | 3,66  |                          |         |       |
| Votanti                | Votanti                  | 136 383 | 73,87 |                          |         |       |
| Elettori               | Elettori                 | 184 620 |       |                          |         |       |